# Chase (倖田來未の曲)
「Chase」（チェイス）は、倖田來未の12枚目のシングル。

## 解説
シングルとしては、「LOVE & HONEY」より約10ヶ月ぶり。

## 音楽性とイメージ
本曲は前作（『キューティーハニー(LOVE & HONEY)』）の反動を受けてのリリースされた楽曲であり、倖田は「とても私の中でトライというか。実はあの曲を押したスタッフが34～5歳なんですよ。あの年代のテイストの曲なんでね、私の中で今までなかったタイプの曲だったんですよ。倖田來未の楽曲って聴き入る曲はあっても、みんなで「Clap your hands！」みたいなものがある曲っていうのがなかなか無かったりするんですよね。だからライヴをいくらしても、ひとつになれる感覚っていうのがちょっと足りなくて。やっぱり“観る”ライヴなんで倖田來未のライヴっていうのは。でも、『Chase』がそういった一体感を生んでくれる曲になって嬉しいですね。」「やっぱりエンディングに向かえば向かうほど、『Chase』のような曲を持ってくると思うんですよね。初めは魅せて、バラードで癒して。初夏にライヴを予定してるんですけど、起承転結がしっかり出来たライヴにしたいと思ってるんで、最後の方に「みんなで一緒に歌おう！」っていう感覚で、歌うような楽曲になってくるんじゃないかなと。」と語っている。

## 収録曲
1. Chase [5:00]
作詞：Kazuhiro Hara、Kumi Koda
作曲：Kazuhiro Hara
編曲：h-wonder
感情を表す顔文字が使用されている。
2. Heat feat.MEGARYU [4:16]
作詞：Jewels（rap）、Kumi Koda、MEGA-HORN（rap）
作曲・編曲：Daisuke'D.I'Imai
MEGARYUとのコラボレート。
3. Chase (instrumental) [4:59]
4. Heat feat.MEGARYU (instrumental) [4:11]

## タイアップ
- テレビ朝日系「さまぁ〜ずと優香の怪しい××貸しちゃうのかよ!!」エンディングテーマ (#1)

## 収録アルバム
- Chase
  - 『secret』
  - 『BEST 〜first things〜』
  - 『BEST 〜2000-2020〜』(ファンクラブ限定盤)
- Heat feat.MEGARYU
  - 『OUT WORKS & COLLABORATION BEST』

## 収録ライブ映像
- Chase
  - 『secret 〜FIRST CLASS LIMITED LIVE〜』
  - 『LIVE TOUR 2005 〜first things〜 deluxe edition』
    - 『BEST 〜second session〜』(LIMITED EDITIONのみ付属)

  - 『KODA KUMI LIVE TOUR 2007 〜Black Cherry〜 SPECIAL FINAL in TOKYO DOME』(メドレー)
  - 『KODA KUMI 10th Anniversary 〜FANTASIA〜 in TOKYO DOME』(メドレー)
  - 『Koda Kumi 15th Anniversary First Class 2nd LIMITED LIVE at STUDIO COAST』(WALK OF MY LIFE、ファンクラブ限定盤)
- Heat feat.MEGARYU (※MEGARYUは共演無し)
  - 『LIVE TOUR 2005 〜first things〜 deluxe edition』
    - 『BEST 〜second session〜』(LIMITED EDITIONのみ付属)

  - 『KODA KUMI LIVE TOUR 2019 re(LIVE) 〜Black Cherry〜』
    - 『KODA KUMI LIVE TOUR 2019 re(LIVE) -Black Cherry- & -JAPONESQUE-』(ファンクラブ限定盤)